# 3 Ninjas Kick Back (datorspel)
3 Ninjas Kick Back är ett beat-up plattformsspel för Super NES, Sega Mega Drive och Mega-CD. Det utvecklades av Malibu Interactive, publicerades av Sony Imagesoft och släpptes 1994.

## Handling
För femtio år sedan slogs en samurajmästare i en ninjaturnering för att vinna en magisk dolk som tillsammans med ett gammalt samurajsvärd troddes vara nyckeln till att låsa upp en hemlig grotta full med rikedomar. Efter att ha vunnit turneringen och rättvist fått dolken, blev den stulen av mästarens ärkerival, Koga. Trots att mästaren sökte överallt, hittade han aldrig några spår av Koga eller dolken. Nu, för gammal för att fortsätta att söka, skickar mästaren sina tre unga lärlingar, de unga ninjabröderna, Rocky, Colt och Tum-Tum, för att hjälpa honom att hämta den prisade dolken.
När den har återförts till sin rättmätiga ägare ska dolken återigen överföras till yngre generationer genom vinnarna av ninjaturneringen.

## Spelupplägg
Det finns en titelskärm, där en av de tre bröderna måste väljas som huvudperson. Själva spelet är ett väldigt standardartat sidrullande plattformsspel. Var och en av karaktärerna har sitt eget unika vapen. Rocky har ett stavvapen, Colt använder en katana, och Tum-tum har två sai. Fiender består av rebellninjas som arbetar för Koga, vilda djur som hundar och fladdermöss och faror som rullande stenblock och spikar. Spelmenyn är en systemrepresentation av affischen som används för filmen med samma namn.
Det finns flera nivåer i spelet, var och en består av mindre zoner. Spelet fortskrider genom att ta karaktären genom varje zon. Varje nivå har en mindre boss, med karaktären som måste besegra Koga som slutboss. Vid återhämtning av dolken återvänder karaktären till mästaren i Japan och lämnar över den stulna dolken.

## Recensioner
Genom att granska Super NES-versionen kallade Tommy Glide på Gamepro spelet ett "under-genomsnittet plattformsäventyr", med hänvisning till den fjärde generationens konsoler karaktärsgrafik och ibland besvärliga kontroller, även om han lovordade ljudeffekterna och flerspelarläget med två spelare och erkände att "Fans av filmen kan tycka om det".

### Fotnoter
1. 1 2  ”3 Ninjas Kick Back” (på engelska). Mobygames. http://www.mobygames.com/game/3-ninjas-kick-back. Läst 17 juli 2018.
2. ↑  ”3 Ninjas Kick Back”. Gamepro (IDG) (68):  sid. 74. Mars 1995.